# Седећа одбојка
Седећа одбојка је облик одбојке за спортисте са инвалидитетом у организацији Светска ПараОдбојка. За разлику од стојеће одбојке, седећи одбојкаши морају седети на поду да би играли.

## Историја
Седећу одбојку је у Холандији измислио Холандски спортски комитет 1956. године као спорт за рехабилитацију повређених војника.   Године 1958. одржана је прва међународна утакмица у седећој одбојци између немачких и холандских клубова. 
Настала је као комбинација одбојке и ситбала, немачког спорта без мреже и седећих играча. Седећа одбојка се први пут појавила на Параолимпијским играма у Торонту 1976. као демонстрациони спорт за спортисте са оштећеном покретљивошћу, а и стојећа и седећа одбојка су званично укључене као спортови за медаљу на Параолимпијским играма у Арнему 1980. године. Женска седећа одбојка је додата за Параолимпијске игре у Атини 2004. године. 
После игара у Лондону 2012, Мет Роџерс  је основао светски образовни програм у седећој одбојци да промовише и развија овај спорт на глобалном нивоу.  На Параолимпијским играма у Токију 2020. такмичило се осам мушких и осам женских тимова. 

## Правила
У седећој одбојци, 7 м дугачка, 0.8 м широка мрежа је постављена на 1.15 м за мушкарце и 1.05 м за жене. Терен је 10 x 6 метара са линијом напада од 2 метра. Правила су иста као у оригиналном облику одбојке са изузетком да у тренутку када удара лопту, сервер мора да седи у зони предвиђеној за извођење сервиса тако да његова задњица не сме додиривати терен за игру, укључујући и основну линију.  
У седећој одбојци се могу такмичити спортисти са следећим инвалидитетом: спортисти са ампутацијама, повредама кичмене мождине, церебралном парализом, повредама мозга и можданим ударом . Класификације ових спортиста према инвалидитету су распоређене у две категорије: МД и Д. МД означава „минимално онеспособљене“, а Д значи „инвалиди“. Док су спортисти са минималним инвалидитетом изгубили само делић своје мишићне снаге и флексибилности у зглобу што их спречава да успешно играју стојећу одбојку, спортисти са инвалидитетом су изгубили сву своју мишићну снагу и флексибилност у том зглобу.
Само два МД играча су дозвољена на списку за Параолимпијске игре и само један је дозвољен на терену истовремено; ово је да се одржи фер такмичење између ривалских тимова. Остатак тима мора бити класификован као Д играчи.  

## Такмичења
Седећа одбојка је први пут приказана на Летњим параолимпијским играма 1976. и уведена је као комплетан параолимпијски догађај 1980. године. Игре 2000. године биле су последњи пут када се стојећа одбојка појавила на параолимпијском програму. Увод у такмичење у седећој одбојци за жене уследио је на Параолимпијским играма 2004. године . 